# Ermi (köpinghuvudort i Kina, Jilin Sheng, lat 41,79, long 125,83)
Ermi är en köpinghuvudort i Kina. Den ligger i provinsen Jilin, i den nordöstra delen av landet, omkring 240 kilometer söder om provinshuvudstaden Changchun. Antalet invånare är 23 988. Befolkningen består av 9 922 kvinnor och 14 066 män. Barn under 15 år utgör 9,0 %, vuxna 15-64 år 81 %, och äldre över 65 år 8,0 %.
Runt Ermi är det ganska tätbefolkat, med 80 invånare per kvadratkilometer. Närmaste större samhälle är Tonghua, 11,0 km sydost om Ermi. I omgivningarna runt Ermi växer i huvudsak blandskog.
Genomsnittlig årsnederbörd är 1 154 millimeter. Den regnigaste månaden är juli, med i genomsnitt 321 mm nederbörd, och den torraste är januari, med 9 mm nederbörd.